# Лисув (Свентокшиське воєводство)
Лисув (пол. Łysów) — село в Польщі, у гміні Радошиці Конецького повіту Свентокшиського воєводства.
Населення — 54 особи (2011).
У 1975-1998 роках село належало до Келецького воєводства.

## Демографія
Демографічна структура на день 31 березня 2011 року:
|          | Загалом | Допрацездатний вік | Працездатний вік | Постпрацездатний вік |
| -------- | ------- | ------------------ | ---------------- | -------------------- |
| Чоловіки | 23      | 3                  | 15               | 5                    |
| Жінки    | 31      | 6                  | 13               | 12                   |
| Разом    | 54      | 9                  | 28               | 17                   |